# Tipula (Microtipula) nicoya
Tipula (Microtipula) nicoya is een tweevleugelige uit de familie langpootmuggen (Tipulidae). De soort komt voor in het Neotropisch gebied.